# حرارة تبخر

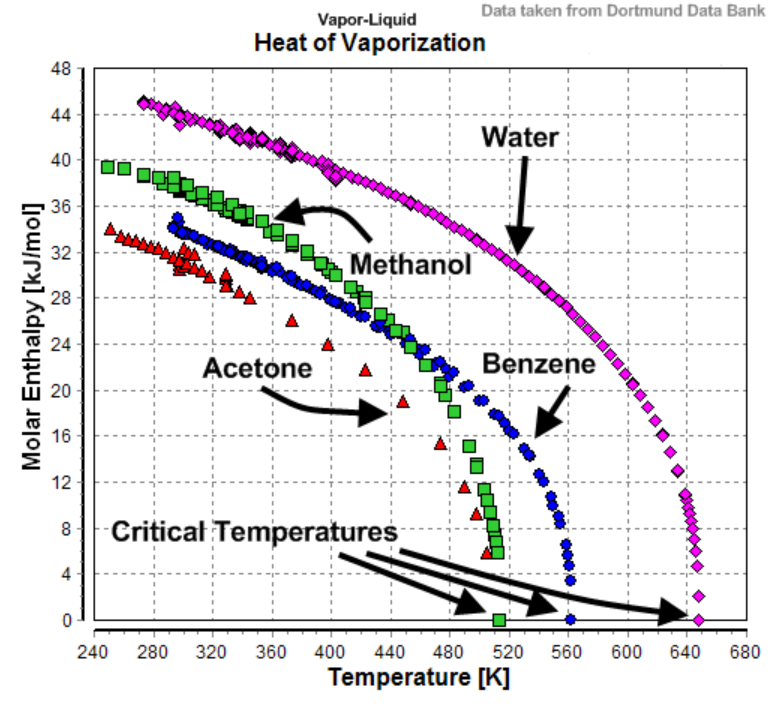

حرارة التبخر هي خاصية فيزيائية لتحول سائل إلى بخار أو غاز . وحرارة التبخر هي الحرارة اللازمة لتبخير مول واحد من المادة عند نقطة غليانها تحت الضغط القياسي (101.325 kPa).
وتقاس حرارة التبخر بالكيلو جول لكل مول (kJ/mol) واستخدام كيلو جول / كيلو جرام (kJ/kg) أيضا جائز , ولكن ليس شائع الاستخدام. كما أن هناك تعبيرات أخرى يمكن استخدامها مثل وحدة حرارة بريطانية/رطل (Btu/lb).
ونظرا لأن التبخر هو عكس عملية التكثف, فإن المصطلح حرارة التكثف يستخدم أيضا. ويتم تعريف الأخير على أنه الحرارة المنطلقة عندما يتم تكثيف 1 مول من المادة عند درجة غليانها في ظروف الضغط القياسية .
حرارة تبخر الماء تقريبا 2260 (kJ/kg) والذي يساوي تقريبا4c) 40.8 (kJ/mol). وهذه كمية كبيرة نسبيا وهي خمسة أضعاف الطاقة اللازمة لتسخين الماء من صفر إلى 100 درجة مئوية.
- نلاحظ اننا نقول لا بد وأن يكتسب سائل حرارة التبخر  لكي يتحول إلى بخار ، ووحدتها جول/ مول . ونستخدم تعبير حرارة للتعبير عن الطاقة الحرارية ووحدتها جول.

## حرارة تبخر بعض المواد المعهودة
حرارة التبخر أو إنثالبي التبخر لبعض المواد المعهودة مقاسة عند درجة غليان كل منها تحت الضغط الجوي القياسي:
| المادة     | حرارة التبخر (كيلوجول / مول) | حرارة التبخر (كيلوجول/كيلوجرام) |
| ---------- | ---------------------------- | ------------------------------- |
| الأمونيا   | 23.35                        | 1371                            |
| البوتان    | 21.0                         | 320                             |
| إيثانول    | 38.6                         | 841                             |
| الهيدروجين | 0.46                         | 451.9                           |
| ميثان      | 8.19                         | 760                             |
| الميثانول  | 35.3                         | 1104                            |
| بروبان     | 15.7                         | 356                             |
| فوسفين     | 14.6                         | 429.4                           |
| الماء      | 40.65                        | 2257                            |